# Paryphodes similis
Paryphodes similis är en tvåvingeart som beskrevs av Friedrich Georg Hendel 1914. Paryphodes similis ingår i släktet Paryphodes och familjen bredmunsflugor. Inga underarter finns listade i Catalogue of Life.